# 총대주교

총대주교(總大主敎, Patriarch)는 유대인들의 가부장(家父長), 씨족장, 부족장을 의미하는 말에서 나와 4세기부터 기독교에서 쓰이기 시작하였으며 동로마 제국의 황제 유스티니아누스 1세 이후로는 로마, 콘스탄티노폴리스, 알렉산드리아, 안티오키아, 예루살렘 등 5개 주요 교구들의 최고권자를 가리키는 말이 되었다.
1054년 교회 대분열 이후 서방교회에서는 총대주교의 중요성이 급격히 감소하였으나 동방 정교회에는 특정 지방 또는 같은 전례가 행해지는 지역의 최고권자로서 총대주교가 건재하고 있으며, 해당 교회에서 사실상 교황에 준하는 권위를 가지고 있다. 이들은 모든 대주교 및 주교의 선출을 확인하고 이들에게 주교 서품을 집행하며, 관하 주교들을 처벌하고 전체 지역의 상소심(上訴審)을 심판하며 수도원을 주교의 관할권으로부터 면속시키는 등 실제적인 재치권(裁治權)을 행사하고 있다.

## 초대 교회의 5대 총대주교
- 로마 총대주교: 사도 성 베드로의 후계자. 5대 총대주교 중 첫째로 서열이 가장 앞선다. 현재의 로마 교황이라는 데에 전체 보편교회 및 오리엔트 정교회 내에서 이의가 없다.
- 콘스탄티노폴리스 총대주교: 사도 성 안드레아의 후계자. 5대 총대주교 중 둘째. 정교회의 세계총대주교와 아르메니아 사도교회의 콘스탄티노폴리스 총대주교 등 현재 이 직함을 가진 사람은 2명이며, 가톨릭교회에서는 정교회와 화해를 이룬 뒤 1965년부터 더 이상 콘스탄티노폴리스 총대주교를 별도로 축성하지 않고 이 자리를 공석으로 두고 있다.

- 알렉산드리아 총대주교: 복음사가 성 마르코의 후계자. 현재 정교회, 콥트 가톨릭 교회, 콥트 정교회 등 3개 교파에 이 직함을 자처하는 인물이 있다. 전통에 따라 정당한 계승자는 '전 아프리카의 교황(아버지)'이라는 칭호를 보유하며, 로마 교황도 이 칭호를 인정한다. (다만 콥트 가톨릭교회의 알렉산드리아 총대주교는 로마 교황의 수위권을 인정하는 의미에서 이 칭호를 사용하지 않고 있다.)
- 안티오키아 총대주교: 안티오키아와 전 중근동의 총대주교. 초대는 사도 성 베드로라고 하며, 베드로는 후임자에게 자리를 물려주고 로마로 떠났다. 현재 총 5명이 자처하고 있다. (정교회, 시리아 정교회와 동방 가톨릭교회의 일원인 3개 지역교회인 멜키트-그리스 가톨릭교회, 마론파 교회, 시리아 가톨릭 교회)
- 예루살렘 총대주교: 예루살렘과 팔레스티나의 총대주교로, 사도 성 야고보의 후계자로 간주된다. 현재 이 직함을 보유한 사람은 3명으로, 정교회 및 아르메니아 사도교회와 더불어 로마 가톨릭교회에서도 성지 관리를 위한 라틴 총대주교를 두고 있다.

## 가톨릭 교회의 총대주교

### 라틴 전례의 총대주교
이들은 동방교회와 달리 재치권을 갖지 않은 주교들로 사실상 명칭만 총대주교이며 대부분은 공석인 상태이다.

#### 사도로부터 내려오던 5대 총대주교 및 전승지역의 대주교
로마 가톨릭교회가 자체적으로 축성해 오던 5대 총대주교 중 콘스탄티노폴리스, 알렉산드리아, 안티오키아의 총대주교는 교황 바오로 6세가 정교회의 아테나고라스 콘스탄티노폴리스 총대주교와 역사적인 화해를 이룬 이후인 1965년부터 임명하지 않아 공석이다.
- 로마 총대주교 (교황)

- 예루살렘 라틴 총대주교

- 콘스탄티노폴리스 총대주교 (명의, 1964년 중지)
- 알렉산드리아 총대주교 (명의, 1964년 중지)
- 안티오키아 총대주교 (명의, 1964년 중지)

- 에티오피아 총대주교 (명의, 1638년 중지)

#### 그 외 지역
- 베네치아 총대주교
  - 아퀼레이아 총대주교 (명의,폐지): 1751년 우디네 대주교구와 고르치아 대주교구로 분리, 대치되었다. 이 명칭은 현재 베네치아의 총대주교에게 부여한다.
  - 그라도 총대주교 (명의,폐지): Domenico Michiel (1445–1451)를 마지막으로 베네치아 교구에 속하게 되었다.
- 리스본의 총대주교

- 카르타고의 총대주교 (현재 튀니스의 대주교로 대치)
- 동인도의 총대주교(현재 고아의 대주교가 겸직)
- 서인도의 총대주교 (명의, 1963년 이래 공석)

### 동방 가톨릭의 총대주교
이들은 라틴전례와는 다르게 각자의 전례를 가지나 교황의 수위권을 인정한다.

#### 알렉산드리아 총대주교
1. 콥트 전례의 알렉산드리아 교회[1]    수장= 알렉산드리아 총대주교 - 이브라힘 이삭 세드락
2. 멜키트-그리스 전례 교회               수장= 안티오키아, 알렉산드리아, 예루살렘 총대주교 -그레고리우스 3세 라함

#### 안티오키아 총대주교
1. 마론 전례 교회                            수장= 안티오키아 총대주교 - 베차라 라이 피에레 (추기경)
2. 시리아 전례 교회                         수장= 안티오키아 총대주교 - 이그나티우스 요셉 3세 유난

#### 바빌론 총대주교
1. 칼데아(바그다드) 전례 교회            수장= 바빌론 총대주교 - 루이스 라파엘 아이 사코

#### 기타 지역
1. 아르메니아 전례 교회                    수장= 킬리키아 총대주교 - 네르세스 베도로스 19세 타르마니
2. 루마니아 전례 교회                       수장= 파가라스 시 알바 이루리아 상급 대주교 - 루치안 무레산 (추기경)
3. 시로말라바르 전례 교회                 수장= 에르나쿨람 앙가말리 상급 대주교 - 그리고리 알렌췌리 (추기경)
4. 시로말란카르 전례 교회                 수장= 트리반드럼 상급 대주교 - 베셀리오스 클리미스 도툰칼 (추기경)
5. 우크라이나 전례 교회                    수장= 키이우 상급 대주교 - 스비아토슬라프 스체브추크

## 동방 정교회의 총대주교
- 콘스탄티노폴리스 세계 총대주교 - 그리스 정교회(터키와 크레타 섬, 에게 해 일부 등)의 수장이자 전체 정교회의 정신적 수장
- 알렉산드리아 및 전 아프리카 교황 겸 총대주교 - 알렉산드리아 정교회(이집트 및 전체 아프리카)의 수장
- 안디오키아 · 중근동 총대주교 - 안디오키아 정교회(시리아, 레바논 및 기타 중동 국가)의 수장
- 성도 예루살렘 · 전 팔레스티나 총대주교 - 예루살렘 정교회(팔레스타인과 시나이 지역)의 수장
- 모스크바 및 전 루스 총대주교 - 러시아 정교회의 수장
- 전 조지아 카톨리코스 총대주교 겸 므츠헤타 트빌리시 대주교 - 조지아 정교회의 수장
- 세르비아 총대주교 겸 베오그라드 및 카를로브치 관구장주교 겸 페치 대주교- 세르비아 정교회의 수장
- 루마니아 총대주교 겸 발라치아 관구장주교 - 루마니아 정교회의 수장
- 불가리아 총대주교 겸 소피아 관구장주교 - 불가리아 정교회의 수장

## 오리엔트 정교회의 총대주교
- 알렉산드리아 및 전 아프리카 교황 겸 총대주교 - 콥트 교회 최고수장

- 안티오키아 및 중근동 총대주교 - 시리아 정교회의 최고수장
  - 인도 카톨리코스 - 인도 말란카라 시리아 정교회의 수장

- 에크미아드진 및 전 아르메니아 카톨리코스 총대주교 - 아르메니아 사도교회의 최고 수장
  - 킬리기아(시스) 총대주교 겸 킬리기아 교구의 아르메니아 사도교회의 수장
  - 콘스탄티노플의 아르메니아인들의 총대주교
  - 예루살렘 및 성 시온의 아르메니아인들의 총대주교

- 악숨 대주교 겸 전 에티오피아 총대주교 - 에티오피아 테와히도 교회의 최고수장

- 아스마라 대주교 겸 전 에리트레아 총대주교 - 에리트레아 테와히도 교회의 최고수장
- 동방교회 카톨리코스 겸 인도 정교회의 최고수장

- 셀루시아-크테시폰 카톨리코스 총대주교 - 아시리아 사도교회의 최고수장

## 같이 보기
- 가톨리코스
- 부권제
- 모권제